# Thomas Gfeller
Thomas Gfeller  (* 1994) ist ein Schweizer Unihockeyspieler, der beim Nationalliga-A-Verein Unihockey Tigers Langnau unter Vertrag steht.

## Karriere
Gfeller wurde nach einer starken Saison in der U21-Mannschaft der Unihockey Tigers Langnau auf die Saison 2013/14 in das Kader der ersten Mannschaft aufgenommen.
2019 gewann Gfeller mit den Unihockey Tigers Langnau den Schweizer Cup mit einem 9:8-Sieg über den Grasshopper Club Zürich. Gfeller wurde im Cupfinal als bester Spieler seiner Mannschaft ausgezeichnet.

## Erfolge
- Schweizer Cup: 2019